# FFAR2
FFAR2 (англ. Free fatty acid receptor 2) – білок, який кодується однойменним геном, розташованим у людей на короткому плечі 19-ї хромосоми. Довжина поліпептидного ланцюга білка становить 330 амінокислот, а молекулярна маса — 37 144.
| 10         |  | 20         |  | 30         |  | 40         |  | 50         |
| ---------- |  | ---------- |  | ---------- |  | ---------- |  | ---------- |
| MLPDWKSSLI |  | LMAYIIIFLT |  | GLPANLLALR |  | AFVGRIRQPQ |  | PAPVHILLLS |
| LTLADLLLLL |  | LLPFKIIEAA |  | SNFRWYLPKV |  | VCALTSFGFY |  | SSIYCSTWLL |
| AGISIERYLG |  | VAFPVQYKLS |  | RRPLYGVIAA |  | LVAWVMSFGH |  | CTIVIIVQYL |
| NTTEQVRSGN |  | EITCYENFTD |  | NQLDVVLPVR |  | LELCLVLFFI |  | PMAVTIFCYW |
| RFVWIMLSQP |  | LVGAQRRRRA |  | VGLAVVTLLN |  | FLVCFGPYNV |  | SHLVGYHQRK |
| SPWWRSIAVV |  | FSSLNASLDP |  | LLFYFSSSVV |  | RRAFGRGLQV |  | LRNQGSSLLG |
| RRGKDTAEGT |  | NEDRGVGQGE |  | GMPSSDFTTE |  |            |  |            |

A: Аланін

C: Цистеїн

D: Аспарагінова кислота

E: Глутамінова кислота

F: Фенілаланін

G: Гліцин

H: Гістидин

I: Ізолейцин

K: Лізин

L: Лейцин

M: Метіонін

N: Аспарагін

P: Пролін

Q: Глутамін

R: Аргінін

S: Серин

T: Треонін

V: Валін

W: Триптофан

Кодований геном білок за функціями належить до рецепторів, g-білокспряжених рецепторів, білків внутрішньоклітинного сигналінгу. 
Задіяний у таких біологічних процесах, як імунітет, запальна відповідь. 
Білок має сайт для зв'язування з ліпідами. 
Локалізований у клітинній мембрані, мембрані.